# Michael Pierce
Michael Pierce (Daphne, 6 novembre 1992) è un ex giocatore di football americano statunitense che ha militato nel ruolo di defensive end per nove stagioni nella National Football League (NFL), giocando con i Baltimore Ravens e i Minnesota Vikings..

## Caratteristiche tecniche
Pirce è stato un defensive lineman duttile, adatto anche a ricoprire la posizione di nose tackle nello schieramento di difesa 3-4.

## Carriera

### Carriera collegiale
Tra il 2011 e il 2012 frequenta l'università Tulane, distinguendosi come defensive end titolare dei Tulane Green Wave già nel suo anno da freshman. A partire dal 2013 studia invece presso la Samford University, avendo quindi l'occasione di giocare in forza ai Samford Bulldogs. Corona la stagione 2014 con la nomina alla seconda squadra all-SoCon.

### Carriera professionistica
Rimasto undrafted free agent in seguito al Draft NFL 2016, il 2 maggio 2016 si accasa ai Baltimore Ravens. Aggregato in via definitiva alla rosa attiva già al termine dell'estate, fa il suo debutto tra i professionisti l'11 settembre 2016, in occasione del successo in week 1 sui Buffalo Bills. Nella gara successiva, contro i Cleveland Browns, Pierce realizza il suo primo sack in carriera. È titolare nel 2017 e nel 2019.
Il 25 marzo 2020 si trasferisce ai Minnesota Vikings, con cui sigla un accordo triennale. Il 28 luglio seguente sceglie tuttavia di rinunciare, per motivi personali, a disputare la stagione imminente a causa della pandemia di COVID-19. Torna a giocare il 12 settembre 2021, da titolare, contro i Cincinnati Bengals; il 9 dicembre successivo realizza il suo primo fumble forzato in carriera, contro i Pittsburgh Steelers. Il 15 marzo 2022 viene svincolato anzitempo dalla franchigia di Minneapolis.
Il 17 marzo 2022 si accasa nuovamente ai Ravens, sulla base di un accordo triennale.
Nell'ottavo turno della stagione 2023 Pierce mette a segno un sack su Joshua Dobbs degli Arizona Cardinals, forzando un fumble per una perdita di 15 yard.
Nell'ultimo turno della stagione 2024, Pierce divenne il terzo giocatore più pesante della storia a fare registrare un intercetto, ai danni di Bailey Zappe nella vittoria sui Cleveland Browns.
Il 12 marzo 2025 Pierce annunciò il suo ritiro dal football professionistico.